# 共和圈子

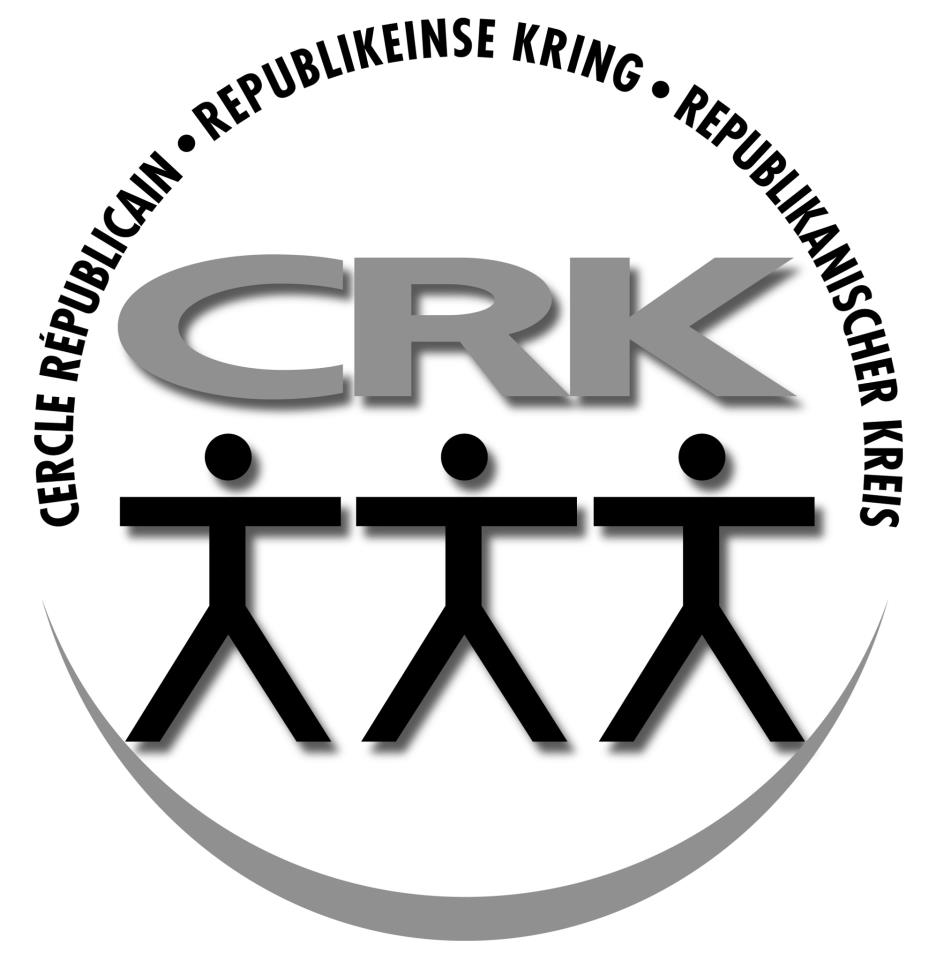
共和圈子标志

共和圈子（法語：Cercle républicain；缩写为CRK）是比利时的一个全国性共和主义组织，成立于2000年1月1日。该组织主张弘扬共和价值观，并在尊重文化差异的前提下实行多种形式的共和政体。该组织曾是欧洲共和运动联盟的成员组织。